# Descent (filme)
Descent (br:Viagem ao Centro da Terra ) é um filme estadunidense, do ano de 2005, dos gêneros ficção científica e drama, dirigido por Terry Cunningham.

## Enredo
Com o alarmante aumento da atividade sísmica e, com terremotos e vulcões surgindo com frequência cada vez maior por ação de uma empresa, uma equipe deve fazer uma viagem até o núcleo da terra e, com uma explosão controlada tentar deter o processo destrutivo

## Elenco
- Luke Perry.......Dr. Jake Rollins
- Natalie Brown.......Jen
- Michael Dorn.......General Fielding
- Rick Roberts.......Dr. Palmer Drake
- Brandi Ward.......Dra. Karen West
- Mimi Kuzyk.......Marsha Crawford
- Michael Teigen.......Black
- Mike Realba.......Decker
- Adam Frost.......Capitão Hayward
- James Downing.......Major McEwan
- Jefferson Brown.......Seth
- Martin Roach.......Homem de preto
- J.C. Kenny.......Reporter